# Argjend Beqiri
Argjend Beqiri (mac. Арѓенд Беќири; ur. 3 kwietnia 1974 w Gostiwarze) – jugosłowiański i północnomacedoński piłkarz oraz trener piłkarski pochodzenia albańskiego, w latach 1999–2001 reprezentant Macedonii, król strzelców prwej makedonskiej fudbałskiej ligi z lat 2000 i 2001. Posiada także obywatelstwo albańskie.